# FIRE FIRE
『FIRE FIRE』（ファイア・ファイア）は、日本のヘヴィメタル・バンドEZOが1989年に発表したスタジオ・アルバム。前身のFLATBACKER時代も含めると4作目、改名後としては2作目のアルバムに当たり、バンドは本作を最後に解散した。
プロデュースはストライパー、サヴァタージ、サクソンなどとの仕事で知られるスティーヴン・ガルファスによる。また、ジョディ・グレイとジェイムズ・パレスがアソシエイト・プロデューサーとしてクレジットされている。
日本盤のジャケットは、黒地にバンド名とアルバム・タイトルのロゴが記載されたデザインだが、ゲフィン・レコードから発売されたアメリカ盤LPのジャケットはメンバーの写真が使用されている。
本作は、セールス的に前作『E・Z・O』（1987年）ほどの成功を収められず、アメリカではチャート・インを果たせなかった。

## 収録曲
特記なき楽曲はメンバー4人とジョディ・グレイの共作。
1. LOVE JUNKIE - 4:45
2. NIGHT CRAWLER (EZO, Chris Gates, Jody Gray, James Palace) - 4:21
3. FIRE FIRE - 5:51
4. WILD TALK - 4:39
5. BURN DOWN THE NIGHT - 4:39
6. BLACK MOON - 3:55
7. BACK TO ZERO - 4:24
8. COLD BLOODED (EZO, J. Gray, J. Palace, Stephan Galfas) - 3:59
9. SHE'S RIDIN' THE RHYTHM (EZO, J. Gray, J. Palace) - 3:55
10. STREET WALKER (EZO, J. Gray, J. Palace) - 4:17
11. MILLION MILES AWAY (EZO, C. Gates, J. Gray, David Roach, S. Galfas) - 3:52

## 参加ミュージシャン
- 山田雅樹 - ボーカル
- 飯田昌洋- ギター
- 高橋太郎- ベース
- 本間大嗣 - ドラムス

アディショナル・ミュージシャン
- Steve Grimmett, Jody Gray, Stephan Galfas, James Palace, Noah Baron, Ty 'The Weed' Burgess, Mark Cobrin, John Mahoney, Mio Vukovic, Norio - バックグラウンド・ボーカル

## カヴァー
- スキッド・ロウ - Fire Fire『United World Rebellion』（2013年）収録